# Carex rotae
Carex rotae är en halvgräsart som beskrevs av De Not. Carex rotae ingår i släktet starrar, och familjen halvgräs. Inga underarter finns listade i Catalogue of Life.